# مارلتون (نیوجرسی)
مارلتون (به انگلیسی: Marlton) یک منطقهٔ مسکونی در ایالات متحده آمریکا است که در ایوشیم، نیوجرسی واقع شده‌است. مارلتون ۸٫۳۷۸ کیلومتر مربع مساحت و ۱۰٬۱۳۳ نفر جمعیت دارد و ۲۹ متر بالاتر از سطح دریا واقع شده‌است.